# Grand Prix automobile du Japon 2019
GP précédent GP suivant
Le Grand Prix automobile du Japon 2019 (Formula 1 Japanese Grand Prix 2019) disputé le 13 octobre 2019 sur le circuit de Suzuka, est la 1014e épreuve du championnat du monde de Formule 1 courue depuis 1950. Il s'agit de la trente-cinquième édition du Grand Prix du Japon comptant pour le championnat du monde de Formule 1,  la trente-et-unième disputée à Suzuka et la dix-septième manche du championnat 2019.
Le passage du typhon Hagibis au-dessus de l'île de Honshu le samedi 12 octobre, entraîne la fermeture du circuit et l'annulation totale de cette journée,  En conséquence, la troisième session d'essais libres est annulée et les qualifications sont reportées au dimanche matin à 10 heures, quatre heures avant le départ de la course
Sous le soleil matinal, après le passage d'Hagibis, Sebastian Vettel bat le record du circuit de Suzuka dès sa première tentative lors de la troisième phase des qualifications (1 min 27 s 212) puis l'améliore, en 1 min 27 s 064, lors de son deuxième tour rapide ; il bat son coéquipier Charles Leclerc de 189 millièmes de seconde pour une première ligne verrouillée par les SF90 invaincues dans cet exercice depuis la fin de la trêve estivale. Vettel obtient sa deuxième pole position de l'année, la cinquante-septième de sa carrière. Les autres écuries suivent dans l'ordre : les Mercedes sont en deuxième ligne, Valtteri Bottas, troisième devant Lewis Hamilton, les Red Bull sont en troisième ligne où Max Verstappen et Alexander Albon réalisent le même temps au millième de seconde, et les McLaren en quatrième ligne, Carlos Sainz Jr. septième précédant Lando Norris. Pierre Gasly et Romain Grosjean occupent la cinquième ligne. 
Alors que Vettel rate son départ, Valtteri Bottas bondit en tête à l'extinction des feux rouges en contournant les deux Ferrari, puis se montre au-dessus du lot durant les cinquante-deux tours de course (sur 53 prévus, le drapeau à damier ayant été présenté trop tôt), n'étant jamais menacé dans sa chevauchée vers la victoire ; il obtient son troisième succès de la saison et le sixième de sa carrière, sa précédente victoire remontant au mois d'avril, à Bakou. Dès le deuxième virage, Charles Leclerc harponne Max Verstappen qui tentait de le dépasser. Alors que les dégâts sur sa voiture provoquent l'abandon ultérieur du Néerlandais, Leclerc continue en piste avec un aileron avant qui se disloque et provoque l'arrachement du rétroviseur de Lewis Hamilton qui le suit, avant de rentrer au stand. Il écope, après la course, d'une première pénalité de 5 secondes pour l'accrochage puis une seconde de 10 secondes pour avoir poursuivi en piste, et perd une place sur tapis vert, passant de la sixième à la septième place. 
À l'avant, les leaders passent d'une stratégie d'un arrêt au stand à deux, notamment compte-tenu d'une usure inattendue des pneus mediums. Ainsi, à moins de dix tours de l'arrivée, Lewis Hamilton s'arrête et laisse la deuxième place à Sebastian Vettel, terminant la course dans ses échappements sans trouver l'ouverture malgré son aileron arrière mobile. Cette troisième place du quintuple champion du monde britannique, qui s'adjuge le point bonus du meilleur tour en course, permet à Mercedes Grand Prix de conquérir son sixième titre des constructeurs consécutif depuis 2014 et l'avènement des moteurs turbo hybrides. Toto Wolff dédicace ce titre à Niki Lauda récemment disparu. Les Flèches d'Argent n'ont jamais été battues à Suzuka au cours de cette période et Bottas est le premier vainqueur du Grand Prix du Japon à ne pas être parti de la première ligne. Alexander Albon, quatrième sur la Red Bull rescapée, obtient le meilleur résultat de sa carrière alors que, derrière lui, Carlos Sainz empêche notamment Leclerc de le dépasser en fin de course pour marquer les 10 points de la cinquième place. 
Dix jours après la course, les commissaires sportifs de la FIA disqualifient les deux Renault à la suite d'une réclamation de Racing Point portant sur la répartition automatique du freinage des RS.19 constituant une aide au pilotage illégale. Remonté du seizième rang sur la grille, Daniel Ricciardo avait passé la ligne d'arrivée en septième position puis s'était retrouvé sixième après la double pénalité infligée à Charles Leclerc tandis que Nico Hülkenberg avait pris le point de la dixième place. Leclerc est ainsi reclassé sixième devant Pierre Gasly et Sergio Pérez alors que Lance Stroll et Daniil Kvyat, initialement onzième et douzième, récupèrent les derniers points en jeu. 
Avec 338 points et 64 unités d'avance sur son coéquipier, Lewis Hamilton se dirige vers son sixième titre de  champion du monde alors qu'il ne reste que quatre courses à disputer ; Valtteri Bottas (274 points) est le dernier pilote encore en lice pour lui contester la couronne mondiale 2019. Alors que Charles Leclerc (221 points) consolide sa troisième place, Max Verstappen, quatrième, est à égalité de points (212 points) avec le cinquième, Sebastian Vettel. Carlos Sainz, sixième avec 76 points, devance de peu Pierre Gasly (75 points) ; suivent Alexander Albon (64 points),  Sergio Pérez (37 points),  Lando Norris (35 points), Daniel Ricciardo, Nico Hülkenberg et Daniil Kvyat, tous trois avec 34 points. Chez les constructeurs, Mercedes Grand Prix (612 points) égale la série de six titres de champion de la Scuderia Ferrari réalisée de 1999 à 2004. Ferrari possède 433 points, 110 d'avance sur Red Bull Racing qui est assuré de finir au moins troisième. De même, McLaren (111 points) est solidement accroché à la quatrième place, devant Renault (68 points) ; suivent Toro Rosso (62 points), Racing Point (58 points), Alfa Romeo (35 points), Haas (28 points) et Williams (1 point).

## Contexte avant le Grand Prix
L'écurie Mercedes Grand Prix peut devenir à Suzuka championne du monde des constructeurs pour la sixième fois consécutive (ce que seule la Scuderia Ferrari a réalisé entre 1999 et 2004) si elle marque 14 points de plus que l'équipe de Maranello, qu'elle devance de 162 points avant la course. En réalisant un doublé, comme elle l'a déjà fait huit fois depuis le début de la saison, l'équipe dirigée par Toto Wolff serait sacrée, quels que soient les résultats de la concurrence.

## Pneus disponibles
| Pneus pour piste sèche | Pneus pour piste sèche | Pneus pour piste sèche | Pneus pluie    | Pneus pluie |
| ---------------------- | ---------------------- | ---------------------- | -------------- | ----------- |
| Durs (Type C1)         | Médiums (Type C2)      | Tendres (Type C3)      | Intermédiaires | Pluie       |

## Essais libres

### Première séance, le vendredi de 10 h à 11 h 30
| Pos. | Pilote           | Voiture        | Chrono         | Écart     |
| ---- | ---------------- | -------------- | -------------- | --------- |
| 1    | Valtteri Bottas  | Mercedes       | 1 min 28 s 731 |           |
| 2    | Lewis Hamilton   | Mercedes       | 1 min 28 s 807 | + 0 s 076 |
| 3    | Sebastian Vettel | Ferrari        | 1 min 29 s 720 | + 0 s 989 |
| 4    | Charles Leclerc  | Ferrari        | 1 min 29 s 912 | + 1 s 181 |
| 5    | Max Verstappen   | Red Bull-Honda | 1 min 30 s 046 | + 1 s 315 |
| 6    | Alexander Albon  | Red Bull-Honda | 1 min 30 s 375 | + 1 s 644 |

- Naoki Yamamoto, pilote-essayeur chez Toro Rosso, remplace Pierre Gasly lors de cette séance d'essais[4],[5].

### Deuxième séance, le vendredi de 14 h à 15 h 30
| Pos. | Pilote           | Voiture        | Chrono         | Écart     |
| ---- | ---------------- | -------------- | -------------- | --------- |
| 1    | Valtteri Bottas  | Mercedes       | 1 min 27 s 785 |           |
| 2    | Lewis Hamilton   | Mercedes       | 1 min 27 s 885 | + 0 s 100 |
| 3    | Max Verstappen   | Red Bull-Honda | 1 min 28 s 066 | + 0 s 281 |
| 4    | Charles Leclerc  | Ferrari        | 1 min 28 s 141 | + 0 s 356 |
| 5    | Sebastian Vettel | Ferrari        | 1 min 28 s 376 | + 0 s 591 |
| 6    | Alexander Albon  | Red Bull-Honda | 1 min 28 s 402 | + 0 s 617 |

### Troisième séance, le samedi de 12 h à 13 h
Cette séance est annulée en prévision du passage du typhon Hagibis prévu le 12 octobre. Le circuit est fermé ce jour-là,.

## Séance de qualifications
Les écuries ne disposent que d'un personnel limité pour toute la journée de samedi où toutes les activités piste sont annulées par les organisateurs du Grand Prix du Japon en raison de l'arrivée du typhon Hagibis. Les conditions météorologiques sont telles que les instances dirigeantes de la Formule 1 annulent la troisième séance d'essais libres et reportent les qualifications. Celles-ci sont programmées le dimanche à 10 heures du matin, quatre heures avant le départ de la course. Le 12 octobre, le circuit est fermé au public et à la presse et seuls quelques membres des écuries peuvent y être présents pour la maintenance et la sécurité du matériel.

### Résultats des qualifications
| Pos.                                                                                      | Pilote             | Écurie                    | Qualifications 1 | Qualifications 2 | Qualifications 3 |
| ----------------------------------------------------------------------------------------- | ------------------ | ------------------------- | ---------------- | ---------------- | ---------------- |
| 1                                                                                         | Sebastian Vettel   | Ferrari                   | 1 min 28 s 988   | 1 min 28 s 174   | 1 min 27 s 064   |
| 2                                                                                         | Charles Leclerc    | Ferrari                   | 1 min 28 s 405   | 1 min 28 s 179   | 1 min 27 s 253   |
| 3                                                                                         | Valtteri Bottas    | Mercedes                  | 1 min 28 s 896   | 1 min 27 s 688   | 1 min 27 s 293   |
| 4                                                                                         | Lewis Hamilton     | Mercedes                  | 1 min 28 s 735   | 1 min 27 s 826   | 1 min 27 s 302   |
| 5                                                                                         | Max Verstappen     | Red Bull-Honda            | 1 min 28 s 754   | 1 min 28 s 499   | 1 min 27 s 851   |
| 6                                                                                         | Alexander Albon    | Red Bull-Honda            | 1 min 29 s 351   | 1 min 28 s 156   | 1 min 27 s 851   |
| 7                                                                                         | Carlos Sainz Jr.   | McLaren-Renault           | 1 min 29 s 018   | 1 min 28 s 577   | 1 min 28 s 304   |
| 8                                                                                         | Lando Norris       | McLaren-Renault           | 1 min 28 s 873   | 1 min 28 s 571   | 1 min 28 s 464   |
| 9                                                                                         | Pierre Gasly       | Toro Rosso-Honda          | 1 min 29 s 411   | 1 min 28 s 779   | 1 min 28 s 836   |
| 10                                                                                        | Romain Grosjean    | Haas-Ferrari              | 1 min 29 s 572   | 1 min 29 s 144   | 1 min 29 s 341   |
| 11                                                                                        | Antonio Giovinazzi | Alfa Romeo-Ferrari        | 1 min 29 s 604   | 1 min 29 s 254   |                  |
| 12                                                                                        | Lance Stroll       | Racing Point-BWT Mercedes | 1 min 29 s 594   | 1 min 29 s 345   |                  |
| 13                                                                                        | Kimi Räikkönen     | Alfa Romeo-Ferrari        | 1 min 29 s 636   | 1 min 29 s 358   |                  |
| 14                                                                                        | Daniil Kvyat       | Toro Rosso-Honda          | 1 min 29 s 723   | 1 min 29 s 563   |                  |
| 15                                                                                        | Nico Hülkenberg    | Renault                   | 1 min 29 s 619   | 1 min 30 s 112   |                  |
| 16                                                                                        | Daniel Ricciardo   | Renault                   | 1 min 29 s 822   |                  |                  |
| 17                                                                                        | Sergio Pérez       | Racing Point-BWT Mercedes | 1 min 30 s 344   |                  |                  |
| 18                                                                                        | George Russell     | Williams-Mercedes         | 1 min 30 s 364   |                  |                  |
| Temps minimal à réaliser pour la qualification : 1 min 34 s 593 (107 % de 1 min 28 s 405) |                    |                           |                  |                  |                  |
| Nq.                                                                                       | Kevin Magnussen    | Haas-Ferrari              | Pas de temps     |                  |                  |
| Nq.                                                                                       | Robert Kubica      | Williams-Mercedes         | Pas de temps     |                  |                  |

### Grille de départ
- Kevin Magnussen, initialement non-qualifié à cause d'un accident, écope de cinq places de pénalité pour le changement de sa boîte de vitesses ; il est autorisé à prendre le départ depuis la dix-neuvième place[11] ;
- Robert Kubica, initialement non-qualifié à cause d'un accident, écope de cinq places de pénalité pour le changement de sa boîte de vitesses ; son équipe n'ayant pas respecté le régime du parc fermé, il doit prendre le départ depuis la voie des stands[11].

## Course

### Classement de la course
| Pos. | no | Pilote             | Écurie                    | Tours | Temps/Abandon                          | Grille  | Points |
| ---- | -- | ------------------ | ------------------------- | ----- | -------------------------------------- | ------- | ------ |
| 1    | 77 | Valtteri Bottas    | Mercedes                  | 52    | 1 h 21 min 46 s 755 (221,326 km/h)     | 3       | 25     |
| 2    | 5  | Sebastian Vettel   | Ferrari                   | 52    | + 13 s 343                             | 1       | 18     |
| 3    | 44 | Lewis Hamilton     | Mercedes                  | 52    | + 13 s 858                             | 4       | 15 + 1 |
| 4    | 23 | Alexander Albon    | Red Bull-Honda            | 52    | + 59 s 537                             | 6       | 12     |
| 5    | 55 | Carlos Sainz Jr.   | McLaren-Renault           | 52    | + 1 min 09 s 101                       | 7       | 10     |
| 6    | 16 | Charles Leclerc    | Ferrari                   | 51    | + 1 tour (dont 5 s + 10 s de pénalité) | 2       | 8      |
| 7    | 10 | Pierre Gasly       | Toro Rosso-Honda          | 51    | + 1 tour                               | 9       | 6      |
| 8    | 11 | Sergio Pérez       | Racing Point-BWT Mercedes | 51    | + 1 tour                               | 17      | 4      |
| 9    | 18 | Lance Stroll       | Racing Point-BWT Mercedes | 51    | + 1 tour                               | 12      | 2      |
| 10   | 26 | Daniil Kvyat       | Toro Rosso-Honda          | 51    | + 1 tour                               | 14      | 1      |
| 11   | 4  | Lando Norris       | McLaren-Renault           | 51    | + 1 tour                               | 8       |        |
| 12   | 7  | Kimi Räikkönen     | Alfa Romeo-Ferrari        | 51    | + 1 tour                               | 13      |        |
| 13   | 8  | Romain Grosjean    | Haas-Ferrari              | 51    | + 1 tour                               | 10      |        |
| 14   | 99 | Antonio Giovinazzi | Alfa Romeo-Ferrari        | 51    | + 1 tour                               | 11      |        |
| 15   | 20 | Kevin Magnussen    | Haas-Ferrari              | 51    | + 1 tour                               | 19      |        |
| 16   | 63 | George Russell     | Williams-Mercedes         | 50    | + 2 tours                              | 18      |        |
| 17   | 88 | Robert Kubica      | Williams-Mercedes         | 50    | + 2 tours                              | Pitlane |        |
| Abd. | 33 | Max Verstappen     | Red Bull-Honda            | 14    | Freins                                 | 5       |        |
| Dsq. | 3  | Daniel Ricciardo   | Renault                   | 51    | Système de freinage non conforme       | 16      |        |
| Dsq. | 27 | Nico Hülkenberg    | Renault                   | 51    | Système de freinage non conforme       | 15      |        |

Renault F1 Team est placé sous enquête des commissaires de la Fédération internationale de l'automobile après une réclamation de Racing Point F1 Team concernant un supposé système d'ajustement de répartition de freinage en fonction de la distance qui constituerait une infraction à l'article 11.1.3 du règlement sportif et technique de la Formule 1 ainsi qu'au Code Sportif International de la FIA. La FIA a saisi les volants de Daniel Ricciardo et de Nico Hülkenberg ainsi que les unités de contrôle électroniques des deux monoplaces pour enquêter sur une possible infraction technique,. 
Après plusieurs rencontres entre les commissaires de la FIA et des représentants de Renault et Racing Point, la FIA, dix jours après le Grand Prix, décide de la disqualification des deux monoplaces ; bien que l'enquête confirme que le système de freinage est conforme au règlement technique, il constituerait une infraction envers le règlement sportif selon les commissaires. Renault renonce à faire appel de cette sanction et perd les neuf points acquis sur ce Grand Prix,,.

### Pole position et record du tour
- Pole position :  Sebastian Vettel (Ferrari) en 1 min 27 s 064 (240,113 km/h)[18].
- Meilleur tour en course :  Lewis Hamilton (Mercedes) en 1 min 30 s 983 (229,770 km/h) au quarante-cinquième tour ; troisième de la course, il remporte le point bonus associé au meilleur tour en course[19].

### Tours en tête
- Valtteri Bottas (Mercedes) : 43 tours (1-17 / 21-36 / 43-52)[20]
- Lewis Hamilton (Mercedes) : 9 tours (18-20 / 37-42)

## Classements généraux à l'issue de la course
| Pos. | Pilote             | Écurie                    | Points |
| ---- | ------------------ | ------------------------- | ------ |
| 1    | Lewis Hamilton     | Mercedes                  | 338    |
| 2    | Valtteri Bottas    | Mercedes                  | 274    |
| 3    | Charles Leclerc    | Ferrari                   | 223    |
| 4    | Max Verstappen     | Red Bull-Honda            | 212    |
| 5    | Sebastian Vettel   | Ferrari                   | 212    |
| 6    | Carlos Sainz Jr.   | McLaren-Renault           | 76     |
| 7    | Pierre Gasly       | Toro Rosso-Honda          | 75     |
| 8    | Alexander Albon    | Red Bull-Honda            | 64     |
| 9    | Sergio Pérez       | Racing Point-BWT Mercedes | 37     |
| 10   | Lando Norris       | McLaren-Renault           | 35     |
| 11   | Daniel Ricciardo   | Renault                   | 35     |
| -    | Nico Hülkenberg    | Renault                   | 35     |
| -    | Daniil Kvyat       | Toro Rosso-Honda          | 35     |
| 14   | Kimi Räikkönen     | Alfa Romeo Racing-Ferrari | 31     |
| 15   | Lance Stroll       | Racing Point-Mercedes     | 21     |
| 16   | Kevin Magnussen    | Haas-Ferrari              | 20     |
| 17   | Romain Grosjean    | Haas-Ferrari              | 8      |
| 18   | Antonio Giovinazzi | Alfa Romeo Racing-Ferrari | 4      |
| 19   | Robert Kubica      | Williams-Mercedes         | 1      |

| Pos.     | Écurie                    | Points |
| -------- | ------------------------- | ------ |
| Champion | Mercedes                  | 612    |
| 2        | Ferrari                   | 435    |
| 3        | Red Bull-Honda            | 323    |
| 4        | McLaren-Renault           | 111    |
| 5        | Renault                   | 68     |
| 6        | Toro Rosso-Honda          | 62     |
| 7        | Racing Point-BWT Mercedes | 58     |
| 8        | Alfa Romeo-Ferrari        | 35     |
| 9        | Haas-Ferrari              | 28     |
| 10       | Williams-Mercedes         | 1      |

## Statistiques
Le Grand Prix du Japon 2019 représente :
- la 57e et dernière pole position de Sebastian Vettel[23] ;
- la 6e victoire de sa carrière pour Valtteri Bottas[24] ;
- la 99e victoire de Mercedes Grand Prix en tant que constructeur[25] ;
- la 185e victoire de Mercedes en tant que motoriste[26].

Au cours de ce Grand Prix :
- Mercedes remporte son sixième titre de champion du monde des constructeurs[27] ;
- Mercedes remporte son sixième titre de champion du monde des constructeurs consécutifs et rejoint la Scuderia Ferrari (1999 à 2004) en tête de ce classement[28] ;
- Valtteri Bottas entre pour la centième fois dans les points[29] ;
- Pierre Gasly passe la barre des 100 points inscrits en Formule 1 (102 points inscrits)[30] ;
- Valtteri Bottas est élu « Pilote du jour » à l'issue d'un vote organisé sur le site officiel de la Formule[31] ;
- le classement est établi au 52e des 53 tours prévus en raison de l'affichage précoce du drapeau à damier sur le panneau lumineux de la ligne de départ[32] ;
- Tom Kristensen, nonuple vainqueur des 24 Heures du Mans et sextuple vainqueur des 12 Heures de Sebring a été nommé conseiller par la FIA pour aider dans leurs jugements le groupe des commissaires de course[33],[34].